# Cachiporros (Colombia)
Los Cachiporros era el nombre como se conocían a los miembros del Partido Liberal Colombiano, en especial durante La Violencia desde los años 20 y  pasando la mitad del Siglo XX. Sus contrarios eran los miembros del partido conservador o "godos". También se conocieron a los liberales de esta época como abrileños, collarejos (Cundinamarca y Santander), masones, nueveabrileños, matacuras, mochorocos (Costa Caribe), rojos, chusma o chusmeros.

## Historia
Los denominación cachiporros y similares comprendía a todos los contrarios al partido conservador o godos: liberales, comunistas, ateos, masones, izquierdistas, etc. Enfrentados a los miembros del partido conservador y a la policía política ya que hasta mediados del Siglo XX la política y la religión controlaban también a la policía. Se formaron también cuerpos paramilitares conservadores como los pájaros y los chulavitas. Los liberales o cachiporros  conformaron las guerrillas liberales durante La Violencia entre la denominada "generación de la violencia" entre 1945 a 1965, en los departamentos de Tolima, Cundinamarca, Antioquia, Santander, Boyacá, en los llanos orientales, Valle del Cauca, Cauca y la Costa Caribe. El enfrentamiento entre liberales y conservadores finaliza con la "pacificación del país" en el mandato de Gustavo Rojas Pinilla y el establecimiento del Frente Nacional, tras lo cual los grupos que no se desmovilizaron o volvieron al uso de las armas serían considerados como bandoleros, entre ellos grupos comunistas no incluidos en las negociaciones.
De estos primeros grupos aparecen con el tiempo las guerrillas comunistas lideradas por Manuel Marulanda entre otros con las FARC, y otros grupos buscaron ejercer influencia en sectores donde antiguamente habían hecho presencia las guerrillas liberales como el caso del ELN en Santander y el Magdalena Medio.
La denominación de chusmeros y las otras no se utilizan con frecuencia en la actualidad pero se conoce con este término a los liberales tradicionales y como sinónimo de polarización en Colombia.